# اچ‌دی ۲۱۰۲۷۷
اچ‌دی ۲۱۰۲۷۷ یک ستاره است که در صورت فلکی دلو قرار دارد.